# لوز ماریا خرز
لوز ماریا خرز (انگلیسی: Luz María Jerez؛ زادهٔ ۵ ژوئیهٔ ۱۹۵۸) بازیگر اهل مکزیک است.